# 엄마의 섬
《엄마의 섬》은 2013년 8월 28일에 방영한 KBS 드라마 스페셜로, 납량특집 제2탄이다.

## 줄거리
어느덧 장성한 자식들은 뿔뿔이 흩어져 제 각기 삶을 살아가고, 외딴 섬에는 엄마 혼자 살고 있다. 사남매는 엄마의 생일을 맞아 고향으로 오게 되면서, 그곳에서 불편한 진실을 마주하고, 극한의 공포에 내몰리게 된다.

## 등장 인물

### 주요 인물
- 김용림 : 엄마 역 (젊은 시절 황신정)
- 유오성 : 이탄 역

차남. 성질 욱 하고 주먹 잘 쓰고 솔직하다. 집에 돈 빌려다가 안 해본 사업이 없을 정도다. 그래도 엄마에게 유일하게 살갑게 대하는 정 많고 눈물 많은 아들이다.
- 남성진 : 이한 역

장남. 서울대 출신 사업가로, 개천에서 용난 자랑스러운 큰아들이지만, 콜플렉스로 삐뚤어져 있다. 홀어머니를 외면하는 죄책감에 시달린다.
- 이상아 : 고한나 역

이한의 아내. 가정의학과 교수. 우아하고 고상한 척 하고 있으나 애인를 따로 두고 이중생활 중이다.
- 홍경인 : 이찬 역

삼남. 둘째 형의 도움으로 사시를 패스해 변호가가 되었지만 못난 둘째 형을 무시한다. 건방지고 허세가 심하고, 돈을 밝힌다.
- 이인혜 : 김여사 역

낡은 인형을 항상 품 안에 안고 다니는 정신이 온전하지 못하다. 섬에서 홀로 버려져 뱀이나 들짐승 등을 잡아 생식을 살아가고 있다. 끝없는 기도와 수행으로 죽은 자식을 만나길 기대한다.
- 정지아 : 이숙 역

막내 딸. 어려서부터 화려한 외모 덕에 연예인을 꿈꾸며 섬을 탈출하는 것이 목표였다. 꿈에 그리던 부자 남자와 결혼해 허세가 심하다.
- 김지영 : 사랑이 역

이탄의 딸. 심각한 자폐 성향이 있으며, 죽은 영혼이 눈에 보이기도 한다.

### 그 외 인물
- 김경애 : 이웃 아줌마 역
- 백준
- 강인서 : 고한나의 내연남 역
- 하리라
- 고규필 : 형사 역
- 김기두 : 경찰 역
- 아역

박재우, 한현규, 박하준, 정예아, 허제욱, 고가온, 곽필제, 김가을

## 참고 사항
- 엔딩 크레딧이 올라갈 때 김용림이 직접 부른 노래 〈섬집 아기〉가 흐른다.

## 시청률
- 전국 시청률 : 3.8%[2]

## 수상
- 2013년 KBS 연기대상 연작·단막극상 - 유오성